# Auw
Auw es una comuna suiza del cantón de Argovia, situada en el distrito de Muri. Limita al noroeste y norte con la comuna de Beinwil (Freiamt), al noreste con Mühlau, al sureste y sur con Sins, y al oeste con Hohenrain (LU).

## Personajes ilustres
- María Bernarda Bütler, santa católica.

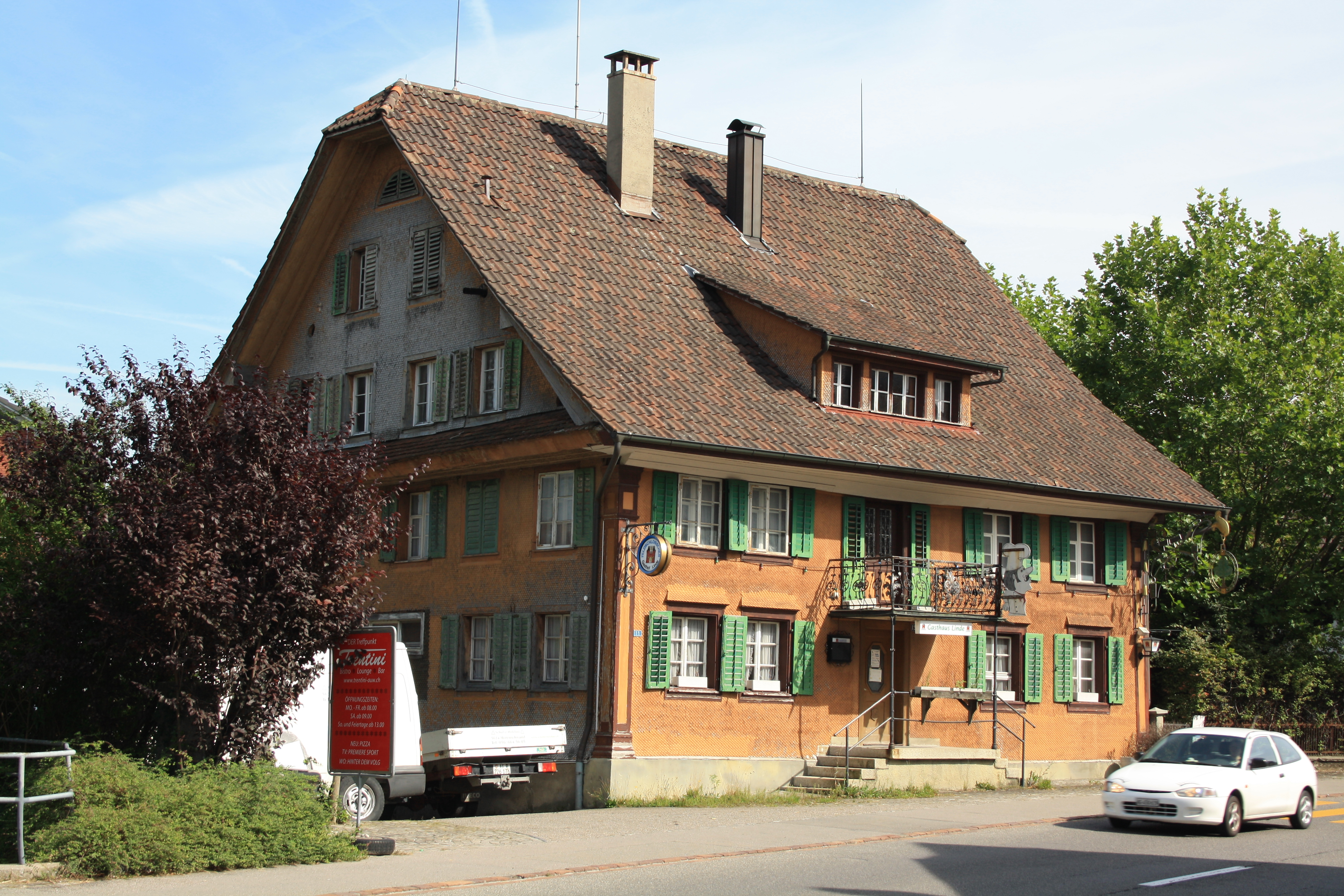
Arquitectura típica del Freiamt en Auw.